# Straßenlauf-Länderkampf der Frauen 1991 Niederlande – Deutschland – Frankreich – Schweiz
| 5. Leichtathletik-Länderkampf mit deutscher Beteiligung 1991                     | 5. Leichtathletik-Länderkampf mit deutscher Beteiligung 1991 |
| -------------------------------------------------------------------------------- | ------------------------------------------------------------ |
|                                                                                  |                                                              |
| Straßenlaufvergleich der Frauen Niederlande – Deutschland – Frankreich – Schweiz |                                                              |
| Austragungsort                                                                   | Grootebroek 0000bei Enkhuizen                                |
| Wettbewerbe                                                                      | 1                                                            |
| Datum                                                                            | 6. Juli                                                      |
| 1. GER 2. SUI 3. NLD 3. FRA                                                      | 2:38:14 h 2:40:38 h 2:42:40 h                                |
| Chronik                                                                          |                                                              |
| ← NLD-GER-FRA-SUI 00Str'lauf (M)                                                 | GER-FRA-GBR-URS00 10kampf (M) →                              |

Den fünften Vergleich des Länderkampfjahres 1991 bestritten die Straßenläuferinnen, die parallel zu ihren männlichen Kollegen am 6. Juli in Grootebroek bei Enkhuizen am IJsselmeer ebenfalls gegen die Niederlande, Frankreich und die Schweiz  antraten. Die Begegnung wurde nun zum achten Mal ausgetragen, vorübergehend waren auch Italien und Belgien Teilnehmerländer. Je drei Siege hatten Frankreich und Deutschland erzielt, einen Italien.

## Modus
Auf dem Programm stand ein Rennen über 15 Kilometer. Gewertet wurden die drei besten Läuferinnen der einzelnen Teams über die Addition ihrer Zeiten. Wie viele Vertreterinnen je Land eingesetzt werden konnten, ist nicht angegeben.
Leider finden sich auch keine Angaben über die komplette Ergebnisliste. Aufgeführt sind die Athletinnen auf den Plätzen eins bis acht sowie die weitere deutschen Sportlerin.

## Ergebnis
Auf den ersten vier Plätzen der Einzelwertung waren wie bei den Männern Teilnehmerinnen aus allen vier beteiligten Nationen vertreten. Eine deutsche Athletin siegte vor einer Niederländerin, einer Schweizerin und einer Französin. In der Länderkampfwertung wiederholten die deutschen Läuferinnen in 2:38:14 h ihre Erfolge von 1989 und 1990. Mit etwas mehr als zwei Minuten Vorsprung verwiesen sie die Schweizerinnen auf den zweiten Platz. Weitere zwei Minuten dahinter wurden die Niederländerinnen und Französinnen gemeinsame Dritte.

## Resultat

### 25-km-Straßenlauf
| Platz | Athletin          | Land | Zeit (min) |
| ----- | ----------------- | ---- | ---------- |
| 01    | Iris Biba         | GER  | 51:44      |
| 02    | Joke Kleyweg      | NLD  | 52:17      |
| 03    | Nelly Glauser     | SUI  | 52:20      |
| 04    | Jocelyne Villeton | FRA  | 52:26      |
| 05    | Kerstin Herzberg  | GER  | 52:38      |
| 06    | Franziska Moser   | SUI  | 53:07      |
| 07    | Tanja Kalinowski  | GER  | 53:52      |
| 08    | Maryse Legallo    | FRA  | 54:41      |
| 000…  |                   |      |            |
| 13    | Annette Fincke    | GER  | 55:46      |